# Лесная Поляна (Нижегородская область)
Лесна́я Поля́на — посёлок в составе городского округа город Дзержинск Нижегородской области.

## География
Расположен на автомагистрали федерального значения М7, в 3 км к востоку от посёлка начинается Южный обход Нижнего Новгорода.

## История
В 1965 г. Указом Президиума ВС РСФСР поселок восьмой стройки переименован в Лесная Поляна.

## Население
| 2002 | 2010 |
| ---- | ---- |
| 50   | ↗73  |